# Rodmersham
Rodmersham är en ort och civil parish i grevskapet Kent i sydöstra England. Orten ligger i distriktet Swale, cirka 3 kilometer sydost om Sittingbourne. Civil parishen hade 572 invånare vid folkräkningen år 2021.
I civil parishen ligger även orten Highsted.